# Minqing
Minqing är ett härad inom provinshuvudstaden Fuzhou i provinsen Fujian i sydöstra Kina.

## Administrativ indelning
Minqing är indelat i elva köpingar och fem socknar.
Köpingar (zhen):

- Baizhang (白樟镇)
- Baizhong (白中镇)
- Bandong (坂东镇)
- Chiyuan (池园镇)
- Dongqiao (东桥镇)
- Jinsha (金沙镇)
- Meicheng (梅城镇)
- Meixi (梅溪镇)
- Shenghuang (省璜镇)
- Tazhuang (塔庄镇)
- Xiongjiang (雄江镇)

Socknar (xiang):

- Jielin (桔林乡)
- Sanxi (三溪乡)
- Shanglian (上莲乡)
- Xiazhu (下祝乡)
- Yunlong (云龙乡)